# Ивафунэ (уезд)
Ивафунэ (яп. 岩船郡 Ивафунэ-гун) — японский уезд, расположенный в северной и северо-восточных частях префектуры Ниигата. Площадь 309,47 км². Население 7 137 чел. (на 1 мая 2008 года). Плотность населения 23,06 чел./км².

## Состав
- село Авасимаура;
- село Сэкикава;
- город Мураками (до 1954) ;
- посёлки Мураками, Ивафунэ, Сэнами и сёла Сабэри, Камикайфу — с 1 апреля 2008 года в составе города Мураками.